# فلیکس پایپس
 فلیکس پایپس (انگلیسی: Felix Pipes؛ زاده ۱۵ آوریل ۱۸۸۷) یک تنیس‌باز اهل اتریش است.